# Lebioda (gmina)
Lebioda (początkowo Lebioda Wielka) – dawna gmina wiejska istniejąca do 1939 roku w województwie nowogródzkim w Polsce (obecnie na Białorusi). Siedzibą gminy była Lebioda Wielka (25 mieszk. w 1921 roku), a następnie Hordziejowce (69 mieszk. w 1921 roku).
Na początku okresu międzywojennego gmina Lebioda Wielka należała do powiatu lidzkiego w woj. nowogródzkim.  1 kwietnia 1927 roku do gminy Lebioda przyłączono wieś Kozińce z gminy Żołudek. 11 kwietnia 1929 roku do gminy Lebioda przyłączono część obszaru gminy Tarnowo. 29 maja 1929 roku gmina weszła w skład nowo utworzonego powiatu szczuczyńskiego w tymże województwie.
W 1927 roku wójtem gminy był Szymon Kowczyk, odznaczony Brązowym Krzyżem Zasługi za pracę samorządową.
Po wojnie obszar gminy Lebioda został odłączony od Polski i włączony w struktury administracyjne Białoruskiej SRR.